# Strießen
Strießen ist ein Ortsteil der Gemeinde Priestewitz im Landkreis Meißen in Sachsen.

## Geografie und Verkehrsanbindung

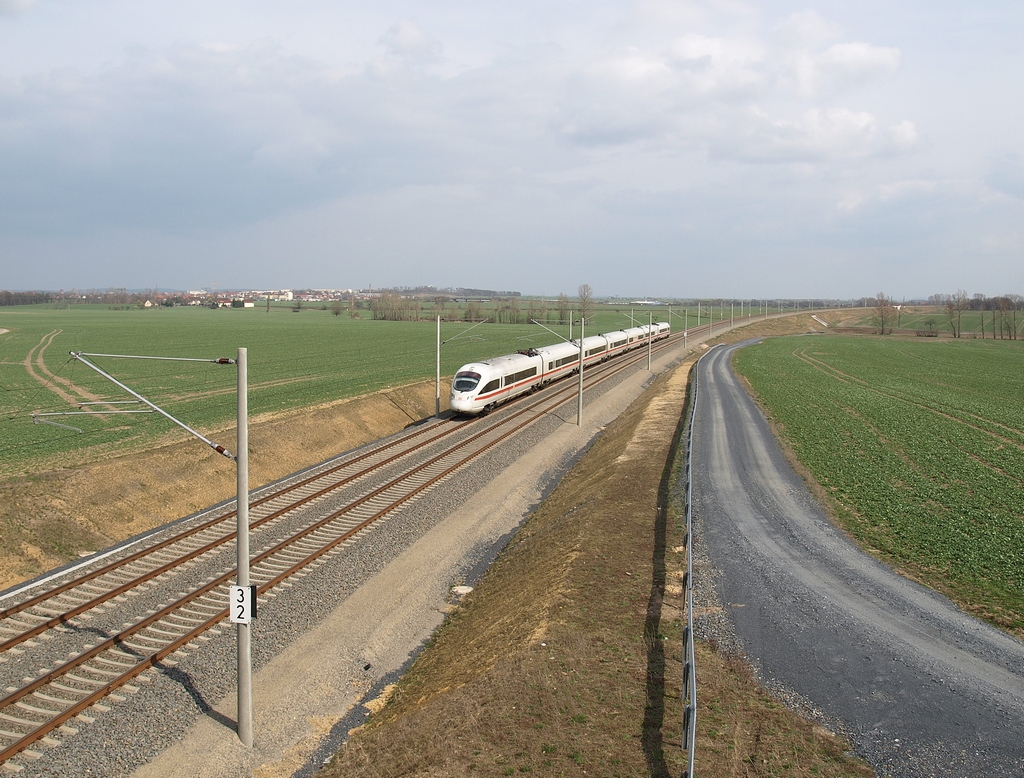
Ein ICE auf der Bahnstrecke Leipzig–Dresden bei Strießen
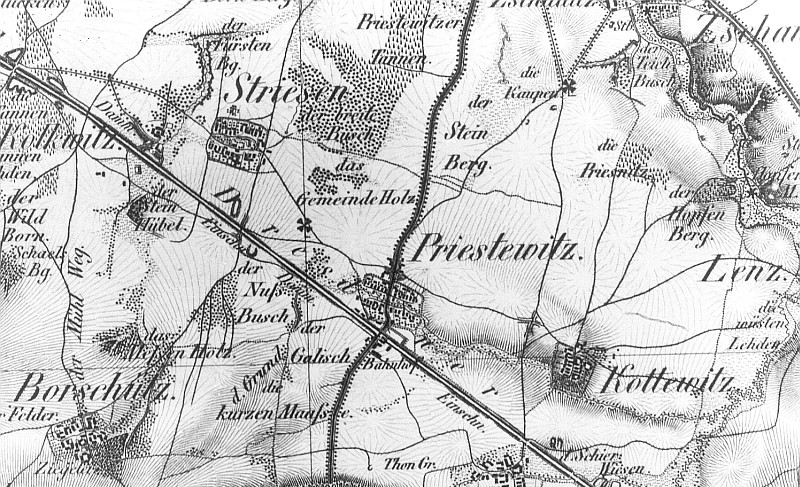
Strießen auf einer historischen Landkarte aus dem Jahre 1841

Der eine Fläche von 314 Hektar umfassende Ort liegt nordwestlich des Kernortes Priestewitz an der Kreisstraße K 8551. Die B 101 verläuft östlich. Südlich des Ortes verläuft die Bahnstrecke Leipzig–Dresden. Eine Buslinie verbindet Strießen unter anderem mit Großenhain und Priestewitz.
Westlich vom Ort hat der Goltzschabach seine Quelle.

## Geschichte
Bei Strießen handelt es sich ursprünglich um eine slawische Gründung. Angelegt wurde der Ort als Straßenangerdorf mit Gewanneflur angelegt wurde. Urkundlich erstmals erwähnt wurde Strießen schließlich im Jahre 1272 als Stresin. Weitere Formen des Ortsnamens waren im Laufe der Zeit: 1350 Strisow, 1378 Stresyn, 1406 Stresen, 1510 Strösen, 1540 Strisen und schließlich im Jahre 1594 Striesen.
Im Laufe der Jahrhunderte gab es einige Besitzerwechsel. Ursprünglich dem Meißner Markgrafen als Lehen gehörig, war der Ort, dessen Größe um 1406 mit 15 Hufen angegeben wurde, im Jahre 1378 der Burg Hayn zugehörig und ab dem Jahre 1554 zur Stadt Hayn. Ab 1648 gehörte Strießen schließlich zum Rittergut Naundorf.
Während des Dreißigjährigen Krieges wurde Strießen von mehreren Pestepidemien heimgesucht. Insgesamt 67 Opfer forderte die Seuche allein in den Jahren von 1631 bis 1637 in Strießen. Im Jahre 1824 wird die Größe des Ortes mit 17 Hufen angegeben, der 1840 130 Einwohner hatte. Eine Schule wurde im Jahre 1866 errichtet. 1902 erfolgte ein Neubau. Einige Jahre später erhielt das Dorf 1912 elektrisches Licht.
Im Jahre 1915 wurde das südlich von Strießen liegende Dorf Wistauda nach Strießen eingemeindet. 1973 folgte  auch das zwei Kilometer westlich gelegene Medessen und einige Jahre nach der Wende ging 1999 die Gemeinde Strießen schließlich gemeinsam mit Baßlitz und Lenz in Priestewitz auf.

## Kultur und Sehenswürdigkeiten
In der örtlichen Denkmalliste sind mehrere historische Denkmäler und Gebäude verzeichnet. Unter Denkmalschutz steht hier unter anderem die St.-Johannes-Kirche. Diese wurde in den Jahren 1852 und 1853 errichtet. Die im Rahmen dieses Kirchenneubaus im Jahr 1853 beschaffte neue Orgel stammt vom Orgelbauer Johann Gotthilf Bärmig (1815–1899). Weiters stehen ein historischer Wegestein aus dem 19. Jahrhundert, ein Transformatorenhäuschen aus der ersten Hälfte des 19. Jahrhunderts sowie die 1902 errichtete Schule unter Denkmalschutz.
Aktive Vereine sind im Ort unter anderem der Ortsverein Strießen-Medessen sowie der Sportverein SG Strießen.